# نهائي كوبا ليبرتادوريس 2012
نهائي كأس ليبرتادوريس 2012 هو النهائي الثالث والخمسون من بطولة كأس ليبرتادوريس، البطولة التي ينظمها اتحاد أمريكا الجنوبية لكرة القدم (كونميبول).
لُعب النهائي بنظام الذهاب والإياب وجمع بين بوكا جونيورز الأرجنتيني وكورينثيانز البرازيلي. أُقيمت مباراة الذهاب على ملعب لا بومبونيرا في بوينس آيرس يوم 27 يونيو 2012، بينما لُعبت مباراة الإياب على أرضية ملعب باكايمبو في مدينة ساو باولو يوم 4 يوليو 2012.
تأهل الفائز بكوبا ليبرتادوريس 2012 لكأس العالم للأندية 2012 كممثل لاتحاد أمريكا الجنوبية لكرة القدم، شارك في المنافسة ابتداءًا من الدور نصف النهائي. كما حصل على حق اللعب ضد الفائز بكوبا سود أمريكانا 2012 في ريكوبا سودأمريكانا 2013.
فاز كورينثيانز على خصمه بوكا جونيورز بنتيجة 3–1 في المجموع، ليحقق لقبه الأول في البطولة.

## عن الفريقين
| الفريق       | نهائيات سابقة (الخط العريض يشير لسنة الفوز)          |
| ------------ | ---------------------------------------------------- |
| بوكا جونيورز | 1963, 1977, 1978, 1979, 2000, 2001, 2003, 2004, 2007 |
| كورينثيانز   | 0                                                    |

## مباراة الذهاب

### التفاصيل
| بوكا جونيورز   | 1–1   | كورينثيانز      |
| -------------- | ----- | --------------- |
| - رونكاليا 73' | تقرير | - رومارينيو 85' |

## مباراة الإياب

### التفاصيل
| كورينثيانز       | 2–0   | بوكا جونيورز |
| ---------------- | ----- | ------------ |
| إيمرسون 54'، 72' | تقرير |              |